# Virucide
Een virucide (van het Latijnse virus en caedere «doden»)  is een chemische stof of complex van chemische stoffen die de infectiviteit van virussen verhindert of reduceert. Dit geschiedt door het nucleïnezuur van de virussen te beschadigen of door denaturering of verwijdering van het eiwitomhulsel. Het vermogen van een preparaat om een virus te inactiveren of te vernietigen wordt virucidaal genoemd.

## Toepassing
Viruciden zijn antivirale middelen die worden gebruikt voor het bestrijden van virussen buiten levende organismen. Antivirale middelen die therapeutisch tegen virussen worden ingezet en die bijvoorbeeld de celdeling van de gastheercellen remmen, worden niet viruciden genoemd maar virostatica of virustatische middelen.
Bij de verschillende viruciden worden drie gradaties van werkzaamheid onderscheiden:

- volledige virusclaim (full virucidal activity)
- beperkte virusclaim (limited spectrum virucidal activity)
- werking tegen omhulde virussen (activity against enveloped viruses)

De beperkte virusclaim zit qua werkzaamheid tussen de volledige virusclaim en de claim tegen alleen omhulde virussen in. 
Omhulde virussen (virussen met een virusenvelop) zijn bijvoorbeeld hiv, corona- en influenzavirussen, het ebolavirus en het westnijlvirus.